# Accademia sovietica delle scienze mediche
L'Accademia sovietica delle scienze mediche (in russo Акаде́мия медици́нских нау́к СССР?) era l'organizzazione di più elevato livello scientifico e medico dell'Unione Sovietica e fu fondata nel 1944.
Nel 1992 le succedette l'Accademia russa delle scienze mediche.

## Presidenti delle due Accademie
- 1944 - 1946 – Nikolay Burdenko
- 1946 - 1953 – Nikolaj Aničkov
- 1953 - 1960 – Aleksandr Bakulev
- 1960 - 1968 – Nikolay Blokhin
- 1968 - 1977 – Vladimir Timakov
- 1977 al 1987 – Nikolay Blokhin (per la seconda volta)
- 1987 - 2006 – Valentin Pokrovsky
- dal 2006 ad oggi – Mikhail Davydov.